# Fearless in Love
Fearless in Love è l'ottavo album in studio del gruppo musicale australiano Voyager, pubblicato il 14 luglio 2023 dalla Season of Mist.

## Descrizione
L'album prosegue la direzione stilistica intrapresa con il precedente Colours in the Sun, con abbondante uso di elementi elettronici e strutture pop, ma senza trascurare sezioni strumentali energiche dominate da riff sostenuti di basso e sezioni di batteria variegate. Tra gli undici brani in esso contenuti vi sono alcuni di natura più sperimentale, tra cui The Lamenting, che si avvicina alla ballata, e altri caratterizzati da sonorità più aggressive e tendenti al djent, come Prince of Fire, e al progressive metal, tra cui Ultraviolet con Sean Harmanis dei Make Them Suffer (che esegue parti in growl nel finale), Twisted o il conclusivo Gren (Fearless in Love).
Rispetto a quanto operato in passato, la chitarrista Simone Dow ha spiegato che i vari componenti dei Voyager si sono ritrovati tutti insieme sin dalle prime fasi di composizione, avvenute a inizio 2022 presso la casa-studio dell'altro chitarrista Scott Kay. Dopodiché si sono recati all'Hopping Mouse Studio di Hamilton Hill sotto la supervisione del produttore Matthew Templeman per la registrazione vera e propria del materiale.

## Promozione
Il 21 gennaio 2022 i Voyager hanno presentato il singolo Dreamer insieme al relativo video musicale. Il brano è stato realizzato al fine di competere per la manifestazione Eurovision - Australia Decides 2022, al termine del quale il gruppo è giunto al secondo posto. Il secondo singolo è stato Submarine, distribuito digitalmente il 14 luglio dello stesso anno e per il quale è stato realizzato un video di stampo umoristico. Tra settembre e ottobre 2022 il gruppo si è esibito in Europa in qualità di artisti di apertura ai Vola durante il loro Witness Tour, durante il quale hanno eseguito i due singoli e una selezione del passato materiale.
Nel 2023 è stato annunciato il singolo Promise, scelto dalla SBS come brano atto a rappresentare l'Australia alla 67ª edizione dell'Eurovision Song Contest. Attraverso questo brano i Voyager hanno trionfato alla seconda semifinale della manifestazione, per poi giungere noni al gran finale con un totale di 151 punti. Promise ha inoltre dato maggiore notorietà ai Voyager, scalando varie classifiche metal di Apple Music e giungendo undicesimo nella Global Chart di Spotify.
Il 4 maggio 2023 il gruppo ha annunciato i vari dettagli relativi a Fearless in Love e diffuso il quarto singolo Prince of Fire. Il mese seguente hanno invece intrapreso una breve tournée australiana composta da sei date che hanno registrato il tutto esaurito, mentre il 10 luglio, a quattro giorni di distanza dall'uscita dell'album, è stato pubblicato come quinto ed ultimo singolo Ultraviolet.
Nell'ottobre 2023 avrebbe douto avere luogo in Europa il Fearless in Love Tour, con Earthside e Cold Night for Alligators in apertura, ma è stata posticipata all'anno seguente a causa di un tumore diagnosticato a Estrin. Anche il tour australiano, fissato tra il 3 e il 24 febbraio 2024, è stato cancellato per la medesima ragione.

## Accoglienza
| Recensione               | Giudizio |
| ------------------------ | -------- |
| Distorted Sound Magazine | 8/10     |
| Metal Storm              | 7        |
| Metalitalia.com          | 7        |
| Prog                     |          |

Elliot Leaver di Distorted Sound Magazine ha assegnato un punteggio di 8 su 10 a Fearless in Love, affermando che i Voyager «sono stati incredibilmente intelligenti; hanno evoluto il loro suono da Colours in the Sun del 2019, ma non al punto che molti li abbandoneranno insieme a tutte le pubblicazioni future [...] lo hanno mantenuto accessibile a tutti coloro che li hanno scoperti tramite l'Eurovision e non hanno dato loro un ascolto impegnativo e multistrato che finirebbe per essere liquidato come "l'album con quella canzone [Promise]". [...] Né un allontanamento totale dal suono del passato, né un'esperienza aliena per i nuovi arrivati, questo disco vivace e colorato ha il giusto equilibrio».
Il sito Metal Storm, pur apprezzando la qualità del suono e il livello dei singoli componenti, ha avvertito che l'album «sembra più un divertente elenco di singoli piuttosto che uno sforzo coeso super impressionante», concludendo comunque che sebbene non sia perfetto ha «una grande rigiocabilità e un'atmosfera leggera che lo rendono un disco nel complesso speciale e fresco».

## Tracce
Testi di Danny Estrin, musiche di Alex Canion, Ashley Doodkorte, Simone Dow, Danny Estrin e Scott Kay.
1. The Best Intentions – 3:48
2. Prince of Fire – 4:45
3. Ultraviolet (feat. Sean Harmanis) – 4:15
4. Dreamer – 3:00
5. The Lamenting – 4:10
6. Submarine – 4:46
7. Promise – 3:03 – assente nella prima edizione LP
8. Twisted – 3:54
9. Daydream – 3:08
10. Listen – 4:13
11. Gren (Fearless in Love) – 5:23

## Formazione
Hanno partecipato alle registrazioni, secondo le note di copertina:
Gruppo
- Alex Canion – basso, voce
- Danny Estrin – tastiera, voce
- Simone Dow – chitarra
- Ashley Doodkorte – batteria
- Scott Kay – chitarra

Produzione
- Voyager – produzione
- Matthew Templeman – produzione, registrazione, missaggio
- Danny Estrin – registrazione tastiera
- Simon Struthers – mastering
- Ashley Doodkorte – artwork, impaginazione
- Paul Clarke – produzione (traccia 7)

## Classifiche
| Classifica (2023)          | Posizione massima |
| -------------------------- | ----------------- |
| Australia                  | 35                |
| Regno Unito (independent)  | 29                |
| Regno Unito (rock & metal) | 12                |
| Regno Unito (sales)        | 87                |

## Date di pubblicazione
| Paese  | Data di pubblicazione | Formato                                            | Note          |
| ------ | --------------------- | -------------------------------------------------- | ------------- |
| Mondo  | 14 luglio 2023        | CD, LP – 1ª edizione, download digitale, streaming | [ 30 ] [ 31 ] |
| Europa | 27 ottobre 2023       | LP – 2ª edizione                                   | [ 32 ]        |